# Prix anciennement remis au festival d'Angoulême
La liste des prix anciennement remis au festival d'Angoulême regroupe les prix disparus décernés par le jury du festival d'Angoulême depuis sa création. Cette liste ne contient pas les prix des partenaires du festival d'Angoulême dont certains ne sont également plus remis.

## Prix de l'éditeur français (1974-1975)
- 1974 : Jacques Glénat
- 1975 : Futuropolis

## Prix de l'éditeur étranger (1974-1975)
- 1974 : National Lampoon
- 1975 : Sugar

## Prix Promotion de la BD (1976-1980)
- 1976 : Pierre Couperie, Henri Filippini et Claude Moliterni, L'Encyclopédie de la B.D., Serg, 1975.
- 1977 : Gérard Jourd'hui, journaliste à TF1
- 1978 :  Le 9e Rêve, œuvre collective des élèves de l'institut Saint-Luc de Bruxelles.
- 1980 : Les éditions Larousse, pour Découverte du Monde

## Prix de la Presse (1983-1993)
Alfred de la Presse
- 1983 : Tanino Liberatore (dessin) et Stefano Tamburini (s) pour RanXerox t. 1 : RanXerox à New-York, Albin Michel
- 1984 : Didier Conrad (d) et Yann (s) pour Bob Marone t. 1 : À la recherche de Frank Veeres, Glénat

Alph-art de la presse
- 1991 : Claire Wendling (d) et Christophe Gibelin (s), Les Lumières de l'Amalou, t. 1 : Théo
- 1993 : Jean-Philippe Stassen (d) et Denis Lapière (s), Le Bar du vieux Français

## Prix de la bande dessinée publicitaire (1986-1992)
Alfred Communication Publicitaire
- 1986 : Frank Margerin, Lutte contre le vandalisme dans les cabines publiques
- 1987 : Collectif, Félix et le bus
- 1988 : Claude Moliterni et Nikita Mandryka, Pas de sida pour Miss Poireau

Alph-Art communication
- 1989 : Jean-Luc Fromental et Jean-Claude Floc'h, Le Var, un département dont vous êtes le héros
- 1990 : Jean-Luc Fromental et Jean-Claude Floc'h, Un Arbre n'est pas une ville
- 1991 : Philippe Vuillemin, Rires et chanson
- 1992 : Alain Larchate, Ergee, etc.

## Alph-Art du meilleur dialogue (2002-2003)
Alph-Art du meilleur dialogue
- 2002 : Kaz, Terrain vague , Cornélius

Prix du dialogue et de l'écriture
- 2003 : Jean-Claude Denis, Quelques mois à l'Amélie, Dupuis

## Essentiels d'Angoulême (2007-2009)
Ce prix récompensait cinq albums parmi une sélection d'une cinquantaine. Il était complété par des Essentiels « Révélation » (meilleur premier album parmi les albums de la sélection principale) et « Patrimoine ». En 2008 et 2009, le titre d'« Essentiel » a également été repris pour les prix du public (Essentiel FNAC-SNCF) et de la bande dessinée pour enfants (Essentiel Jeunesse). Cette politique, qui a fait long feu, avait pour but « la création […] sur les marchés de la bande dessinée d'un « label expert », qui soit pour le lecteur à la fois un gage de qualité et un repère dans le contexte de profusion qui caractérise actuellement ces marchés », selon la direction du festival.
| Année | Titre                                                                  | Auteur(s) | Éditeur        |
| ----- | ---------------------------------------------------------------------- | --- | -------------- |
| 2007  | Black Hole                                                             | Charles Burns                                                                                                   | Delcourt       |
| 2007  | Lupus                                                                  | Frederik Peeters                                                                                                | Atrabile       |
| 2007  | Pourquoi j'ai tué Pierre                                               | Olivier Ka (scénario) et Alfred (dessin)                                                                        | Delcourt       |
| 2007  | Lucille                                                                | Ludovic Debeurme                                                                                                | Futuropolis    |
| 2007  | Le Photographe, tome 3                                                 | Emmanuel Guibert avec l'aide de Frédéric Lemercier d'après le récit et avec les photographies de Didier Lefèvre | Dupuis         |
| 2008  | Exit Wounds                                                            | Rutu Modan | Actes Sud BD   |
| 2008  | Ma maman est en Amérique, elle a rencontré Buffalo Bill                | Jean Regnaud (scénario) et Émile Bravo (dessin)                                                                 | Gallimard      |
| 2008  | La Marie en Plastique                                                  | Pascal Rabaté (scénario) et David Prudhomme (dessin)                                                            | Futuropolis    |
| 2008  | Trois Ombres                                                           | Cyril Pedrosa                                                                                                   | Delcourt       |
| 2008  | R.G.                                                                   | Frederik Peeters, d'après le récit de Pierre Dragon                                                             | Gallimard      |
| 2009  | Lulu femme nue, premier livre                                          | Étienne Davodeau                                                                                                | Futuropolis    |
| 2009  | Martha Jane Cannary, t.1 : Les Années 1852-1869                        | Christian Perrissin (scénario) et Matthieu Blanchin (dessin)                                                    | Futuropolis    |
| 2009  | Le Petit Christian, t. 2                                               | Blutch | L'Association  |
| 2009  | Une Aventure de Spirou et Fantasio par…, t. 4 : Le Journal d'un ingénu | Émile Bravo | Dupuis         |
| 2009  | Tamara Drewe                                                           | Posy Simmonds                                                                                                   | Denoël Graphic |

## Prix intergénérations (2010-2012)
Ce prix récompensait une bande dessinée transcendant les catégories d'âge.
- 2010 : Matthieu Bonhomme et Gwen de Bonneval, Messire Guillaume t. 3 : Terre et mère, Dupuis
- 2011 : Naoki Urasawa, Pluto, Kana
- 2012 : Kaoru Mori, Bride Stories, Ki-oon

## Prix regards sur le monde (2010-2012)
À l'instar du Prix France Info, ce prix récompensait une bande dessinée de reportage ou autobiographique.
- 2010 : David Prudhomme, Rébétiko (La Mauvaise herbe), Futuropolis
- 2011 : Joe Sacco, Gaza 1956. En marge de l'histoire, Futuropolis
- 2012 : Yoshihiro Tatsumi, Une vie dans les marges, Cornélius

## Prix de l'audace (2010-2022)
Ce prix récompense un album expérimental.
- 2010 : Jens Harder, Alpha… directions, t. 1, Actes Sud - l'An 2
- 2011 : Brecht Evens, Les Noceurs, Actes Sud - l'An 2
- 2012 : Morgan Navarro, Teddy Beat, Les Requins Marteaux
- 2020 : Giacomo Nanni, Acte de Dieu, Ici même
- 2021 : Gabrielle Piquet, La Mécanique du sage (Atrabile)
- 2022 : Michael DeForge, Un visage familier (Atrabile)

### Documentation
- Archives des palmarès sur toutenbd.com
- Hervé Cannet (dir.) (préf. Will Eisner), Le Grand 20e, Angoulême, La Charente libre, 1992, p. 218-236